# NGC 7814
NGC 7814 is een spiraalvormig sterrenstelsel in het sterrenbeeld Pegasus. Het hemelobject ligt 53 miljoen lichtjaar van de Aarde verwijderd en werd op 8 oktober 1784 ontdekt door de Duits-Britse astronoom William Herschel. Dit stelsel wordt wel eens de Kleine Sombrero genoemd omdat het sterk lijkt op het stelsel Messier 104 (Sombrero) in het sterrenbeeld Maagd.

## Synoniemen
- UGC 8
- MCG 3-1-20
- ZWG 456.24
- KUG 0000+158
- PGC 218